# Triệu Sơn (xã)
Triệu Sơn là thị trấn huyện lỵ của huyện Triệu Sơn, tỉnh Thanh Hóa, Việt Nam.
Thị trấn còn có tên gọi không chính thức là thị trấn Giắt.

## Địa lý
Thị trấn Triệu Sơn nằm ở trung tâm huyện Triệu Sơn, có vị trí địa lý:
- Phía đông giáp xã Dân Lý
- Phía tây giáp xã Minh Sơn
- Phía nam giáp xã An Nông và xã Nông Trường
- Phía bắc giáp xã Dân Lực và xã Dân Quyền.

Thị trấn Triệu Sơn có diện tích 8,50 km², dân số năm 2018 là 14.938 người, mật độ dân số đạt 1.757 người/km².

## Hành chính
Thị trấn Triệu Sơn được chia thành 14 tổ dân phố: 1, 2, 3, 4, Bà Triệu, Giắt, Lê Lợi, Tân Dân, Tân Khoa, Tân Minh, Tân Phong, Tân Thanh, Tân Tiến, Tô Vĩnh Diện.

## Lịch sử
Sau năm 1945, địa bàn thị trấn Triệu Sơn hiện nay thuộc xã Minh Nông, huyện Nông Cống.
Năm 1954, xã Minh Nông chia thành 3 xã: Minh Châu, Minh Dân, Minh Sơn.
Ngày 16 tháng 12 năm 1964, các xã Minh Châu, Minh Dân, Minh Sơn chuyển sang trực thuộc huyện Triệu Sơn mới thành lập.
Ngày 3 tháng 6 năm 1988, Hội đồng Bộ trưởng ban hành Quyết định số 99-HĐBT. Theo đó, thành lập thị trấn Triệu Sơn, thị trấn huyện lỵ huyện Triệu Sơn trên cơ sở tách 22,99 ha diện tích tự nhiên và 1.341 người của xã Minh Châu, 5,19 ha diện tích tự nhiên và 229 người của xã Minh Dân, 85,55 ha diện tích tự nhiên và 3.594 người của xã Minh Sơn.
Sau khi thành lập, thị trấn Triệu Sơn có 113,73 ha diện tích tự nhiên và 5.164 người. Xã Minh Châu còn lại 342,26 ha diện tích tự nhiên và 4.446 người, có 2 xóm: Minh Hưng, Tân Độ. Xã Minh Dân còn lại 302,61 ha diện tích tự nhiên và 2.468 người, có 2 xóm: Tân Dân, Tân Tiến.
Đến năm 2018, thị trấn Triệu Sơn có diện tích 1,80 km², dân số là 6.880 người, mật độ dân số đạt 3.822 người/km², gồm 4 khu phố: Giắt, Lê Lợi, Bà Triệu, Tô Vĩnh Diện. Xã Minh Châu có diện tích 3,49 km², dân số là 4.567 người, mật độ dân số đạt 1.309 người/km². Xã Minh Dân có diện tích 3,21 km², dân số là 3.491 người, mật độ dân số đạt 1.088 người/km².
Ngày 16 tháng 10 năm 2019, Ủy ban Thường vụ Quốc hội ban hành Nghị quyết số 786/NQ-UBTVQH14 về việc sắp xếp các đơn vị hành chính cấp xã thuộc tỉnh Thanh Hóa (nghị quyết có hiệu lực từ ngày 1 tháng 12 năm 2019). Theo đó, sáp nhập toàn bộ diện tích tự nhiên của các xã Minh Dân và Minh Châu vào thị trấn Triệu Sơn.
Thị trấn Triệu Sơn nằm bên tuyến kênh Nhà Lê, là tuyến đường thủy đầu tiên trong lịch sử Việt Nam từ kinh đô Hoa Lư đến Đèo Ngang và được xem là tuyến đường Hồ Chí Minh trên sông vì những đóng góp cho các cuộc chiến tranh của người Việt.

## Giao thông
- Tỉnh lộ 505 chạy qua theo hướng đông-tây.
- Tỉnh lộ 506 chạy qua theo hướng bắc-nam.
- Tỉnh lộ 514 chạy hướng Sim - Giắt theo hướng đông nam - tây bắc
- Quốc lộ 47 chạy qua theo hướng Đông - Tây, nối thành phố Thanh Hóa qua thị trấn Triệu Sơn, tới Lam Sơn (Thọ Xuân). Đường Quốc lộ 47 đang được xây dựng lại để thông tuyến với đường Hồ Chí Minh